# Pyramidops congonis
Pyramidops congonis is een hooiwagen uit de familie Pyramidopidae.